# Inteligencia sanitaria

Inteligencia sanitaria es la selección y presentación de información a los agentes y profesionales clave de forma que lleve a acciones que mejoren la salud de los pacientes y de la sociedad.

## Objetivos
El objetivo de los sistemas de información en salud debe ser "brindar información oportuna y confiable a los funcionarios, personal de salud y población, que les permita tomar decisiones informadas".
La combinación de información, conocimiento y experiencia para seleccionar cursos de acción (juicio, criterio, aptitud) genera inteligencia cuando es específica para cada contexto y accionable como para aspirar a impactar sobre el comportamiento del receptor.

## Niveles
La inteligencia sanitaria (health intelligence) se usa para la búsqueda de la mejor respuesta a los problemas de salud. Para ello se considerarán los tres niveles de gestión:
- el macro (internacional y nacional)
- el meso (región y área)
- el micro (en la consulta del médico y de la enfermera).

Lo importante es considerar primero si el problema de salud tiene solución exclusiva desde el sistema sanitario, o si es tributario de otras competencias y sistemas. En todo caso, es clave considerar las acciones necesarias que lleven a cambios en la prestación de servicios de forma que se mejore la salud de la población y de los pacientes.

### Macro: internacional y nacional
La inteligencia sanitaria sería el atributo que facilitaría a los políticos (y gestores y clínicos) la toma de decisiones valorando de forma “razonable” en un contexto de intereses y sensibilidades distintas la “evidencia” científica, los hechos probados (esto es, la mejor selección con fundamento científico).
Por tanto, es un concepto relativo, específico de cada contexto, ligado a la competencia del capital humano de cada país; así como dinámico, porque depende del grado en que los distintos actores sean capaces de dar sentido a dicha “evidencia” en su propia perspectiva ética y política, analizando la información disponible sobre gestión de servicios y desarrollo de políticas sanitarias y haciéndola “accionable” (convertible en acciones).
El concepto busca mejorar en un plano macro la rendición de cuentas del sistema sanitario, entendido como la totalidad de los recursos e instituciones con el mandato de promover y mantener la salud en el marco político e institucional de cada país. 
La inteligencia sanitaria busca lograr la combinación de información, conocimiento basado en la experiencia y actitud que facilita la selección del curso de acción óptimo en cada contexto y situación. Su objetivo es ayudar a llevar a buen término, mediante la consideración de la mejor ciencia, la adaptación del sistema sanitario a las modificaciones de la realidad social para mejorar la salud de las poblaciones y los individuos.

La toma de decisiones políticas han de sustentarse en un mejor conocimiento de la realidad y en opciones de intervención más efectivas.

### Meso: regional o de área
La inteligencia es una organización de los datos que permite reformular las preguntas e informar la consecuente toma de decisiones. La comparación es una estrategia útil de mejora o, al menos, de ganancia de conocimiento. Lo que a menudo se considera imposible en un determinado centro resulta factible en otros. Saberlo, acceder a esa información, puede suponer una refutación más contundentemente de esa imposibilidad que muchas discusiones estériles. Disponer de mejor inteligencia no garantiza una mejor gestión. La inteligencia es condición necesaria pero no suficiente. Más allá de las recetas genéricas de buen gobierno, la especificidad de una mejor gestión en nuestro medio pasa por articular la voz de los profesionales mediante formas de inteligencia capaces de una interlocución desde los productos de esa inteligencia colectiva. Se necesita mucho más y mejor análisis de nuestras prácticas organizativas y las necesidades de la población a la que servimos, una dinámica más inteligente de nuestros instrumentos de profesionalismo y un mejor manejo de nuestro diálogo con la población y de los canales que lo vehiculan. También necesitamos contribuir a que el sistema sanitario desarrolle herramientas donde tal inteligencia pueda operar.
Impulsar la innovación en el sector sanitario resulta hoy una obligación necesaria para dar respuesta a los dos grandes desafíos: mejorar la calidad de la asistencia y reducir los costes operacionales. La Inteligencia Sanitaria, obligatoriamente se nutre de un sistema de información sólido, eficaz y eficiente. Debe dar una correcta interpretación al curso actual de los hechos y, según su tendencia, prevenir acontecimientos futuros. Debe tener la capacidad de anticiparse a las amenazas y reconocer las oportunidades que se avecinan o que ya están presentes en forma inicial. Debe incluir los datos de la respuesta social a los problemas de salud, incluyendo información de los sistemas administrativos y de soporte. Debe considerar, en suma, la complejidad del proceso salud-enfermedad, incorporando los elementos informativos que permitan un conocimiento adecuado de los determinantes de la situación de salud. La preocupación del día a día del gestor/político intermedio está lejos del necesario planteamiento a medio/largo plazo. Le falta en muchos casos conocimiento, pero en la mayoría adolece de: continuidad en el tiempo, perfil profesional, autoridad, independencia, y evaluación de su proyecto. Se necesita un estudio más detallado y riguroso de las prioridades a nivel local. Mientras se les ha dado una mayor responsabilidad a los gestores intermedios en el establecimiento de prioridades, éstos carecen del poder necesario y del conocimiento para que se consigan las soluciones a largo plazo a los problemas en la atención de la salud. La economía puede ser un activo valioso para el establecimiento de prioridades y ya se ha filtrado en la jerga utilizada por los gestores, pero todavía debe realizarse el salto a la adopción de estos conceptos en la práctica.

### Micro: en la consulta del médico y del enfermero
En todas las acciones llevadas a cabo por el médico y el enfermero en su práctica clínica diaria se esconden multitud de aspectos susceptibles de ser analizados y evaluados para ver si actúan de acuerdo con lo que una práctica clínica inteligente aconsejaría. Colocar al paciente y su salud en el centro de las motivaciones profesionales debe contribuir al desarrollo de una práctica independiente, científica y humana.

Los avances tecnológicos en lo relacionado con las tecnologías de la información hacen que cada vez se tenga acceso a una mayor cantidad de datos que deben interpretar y analizar para que repercutan positivamente en el desempeño de la medicina, siendo consciente en todo momento de que los avances tecnológicos no suponen una mejora en la calidad de la asistencia ni de la información recibida, sino que deben ser escrutados en todo momento con un escepticismo
saludable.